# Massif de Transdanubie

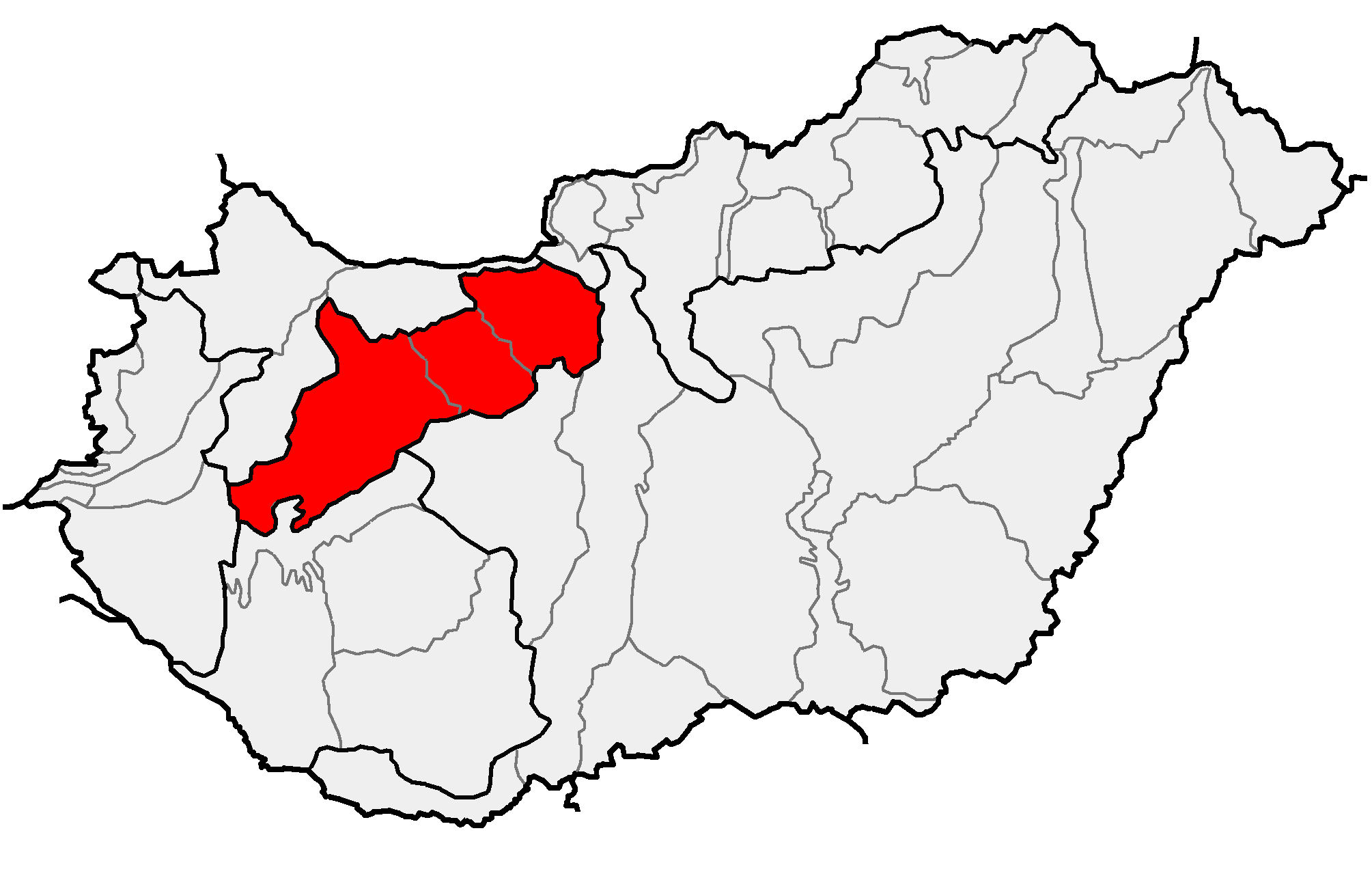
Localisation en Hongrie

Le massif de Transdanubie (hongrois : Dunántúli-középhegység, prononcé [ˈdunaːntuːli ˈkøzeːphɛcʃeːg]) est une région naturelle située à l'Ouest de la Hongrie, entre la rive nord du lac Balaton et Budapest.